# Inovce
Inovce (ungarisch Éralja – bis 1907 sowie 1939–45 Inóc, russinisch Іновце/Inowze) ist eine Gemeinde im äußersten Osten der Slowakei, mit 189 Einwohnern (Stand 31. Dezember 2024), die zum Okres Sobrance, einem Teil des Košický kraj gehört.

## Geographie
Die Gemeinde befindet sich im Ostteil des Vihorlatgebirge am Bach Inovský potok im Einzugsgebiet der Ublianka, nahe der ukrainischen Grenze. Das Ortszentrum liegt auf einer Höhe von 480 m n.m. und ist 19 Kilometer von Sobrance gelegen.
Nachbargemeinden sind Ruský Hrabovec im Norden, Dubrynytschi-Malyj Beresnyj (UA) im Osten, Beňatina im Süden und Südwesten und Podhoroď im Westen.

## Geschichte
Inovce entstand wohl am Anfang des 16. Jahrhunderts und wurde zum ersten Mal 1567 schriftlich erwähnt. Es gehörte zum Herrschaftsgebiet des Geschlechts Drugeth mit Sitz in Homenau. 1828 sind 34 Häuser und 251 Einwohner verzeichnet.
Bis 1918 gehörte der im Komitat Semplin gelegene Ort zum Königreich Ungarn und kam danach zur neu entstandenen Tschechoslowakei. 1939–1944 war er als Folge des Slowakisch-Ungarischen Krieges noch einmal Teil Ungarns.

## Bevölkerung
| Jahr                | 1994 | 2004     | 2014    | 2024     |
| ------------------- | ---- | -------- | ------- | -------- |
| Anzahl der Personen | 280  | 235      | 212     | 189      |
| Unterschied         |      | −16,07 % | −9,78 % | −10,84 % |

| Jahr                | 2023 | 2024 |
| ------------------- | ---- | ---- |
| Anzahl der Personen | 189  | 189  |
| Unterschied         |      | +0 % |

Nach der Volkszählung 2011 wohnten in Inovce 213 Einwohner, davon 168 Slowaken, 36 Russinen und drei Ukrainer. Sechs Einwohner machten keine Angabe zur Ethnie.
179 Einwohner bekannten sich zur orthodoxen Kirche, 16 Einwohner zur griechisch-katholischen Kirche, drei Einwohner zur römisch-katholischen Kirche und ein Einwohner zur reformierten Kirche. Sechs Einwohner waren konfessionslos und bei acht Einwohnern wurde die Konfession nicht ermittelt.
Ergebnisse der Volkszählung 2001 (253 Einwohner):
| Nach Ethnie: - 94,47 % Slowaken - 2,39 % Ukrainer - 1,98 % Russinen | Nach Religion: - 87,35 % orthodox - 5,93 % konfessionslos - 3,53 % griechisch-katholisch |

## Sehenswürdigkeiten

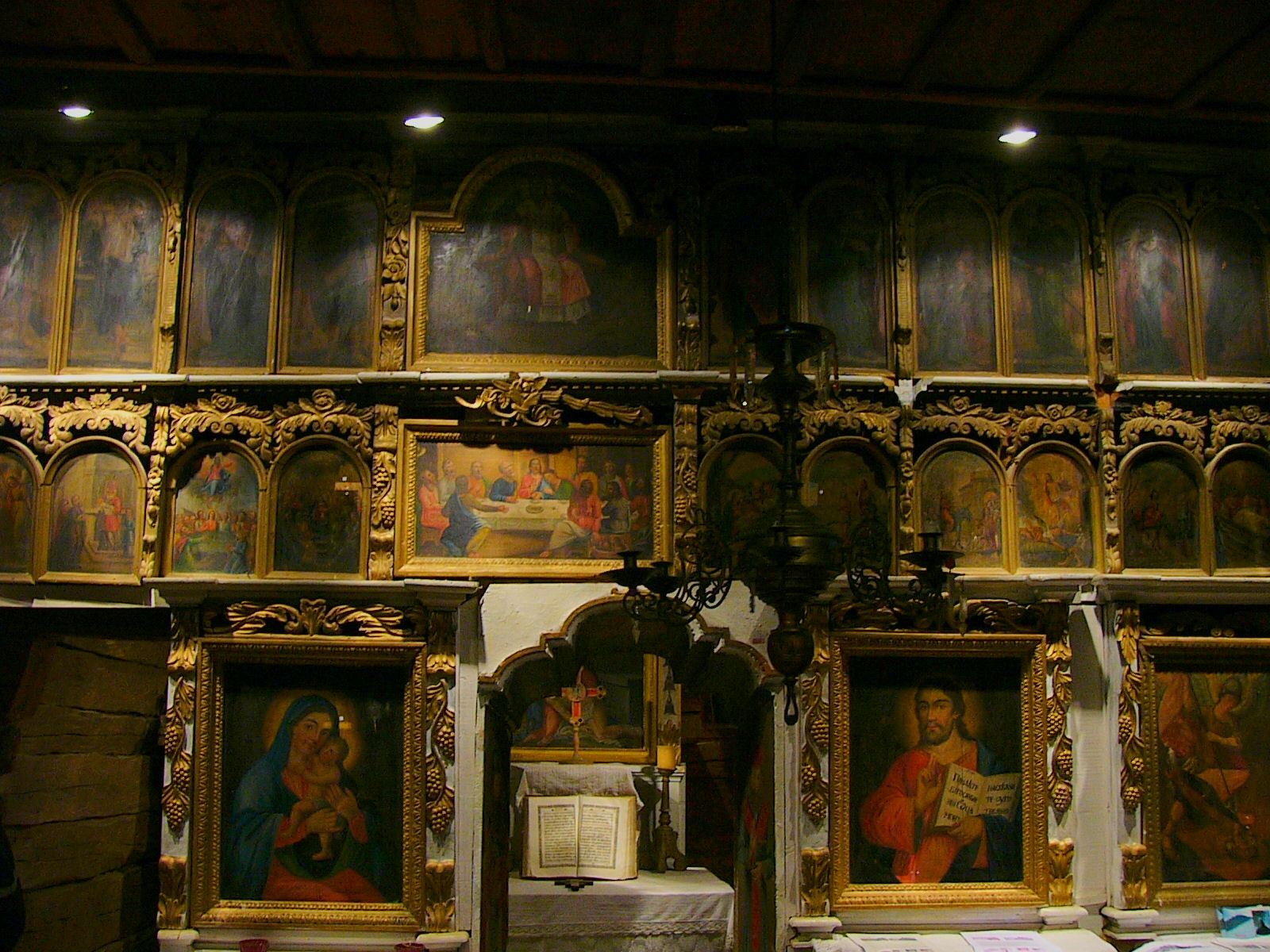
Ikonostase in der Kirche

- Griechisch-katholische Holzkirche des Erzengels Michael von 1836, nationales Kulturdenkmal der Slowakei

## Persönlichkeiten
- Moritz Bloch (1815–1891), Sprachforscher und Theologe